# Laterna Magikapark
Het Laterna Magikapark is een park in de Filmwijk van Almere Stad in Almere. 
Het park wordt door een beplante geluidswal gescheiden van de Veluwedreef. Het park wordt aan de zuidwestkant begrensd door de Simon van Collemstraat en de Lubitschstraat. Het groen wordt doorsneden door de Jaques Tatilaan. Het park heeft tennisvelden, een speelveld en een skatebaan. Het park is genoemd naar Laterna Magika, een avant-gardistisch theater in Praag, dat een origineel aanbod heeft van film, licht- en visuele effecten, muziek, ballet en pantomime.

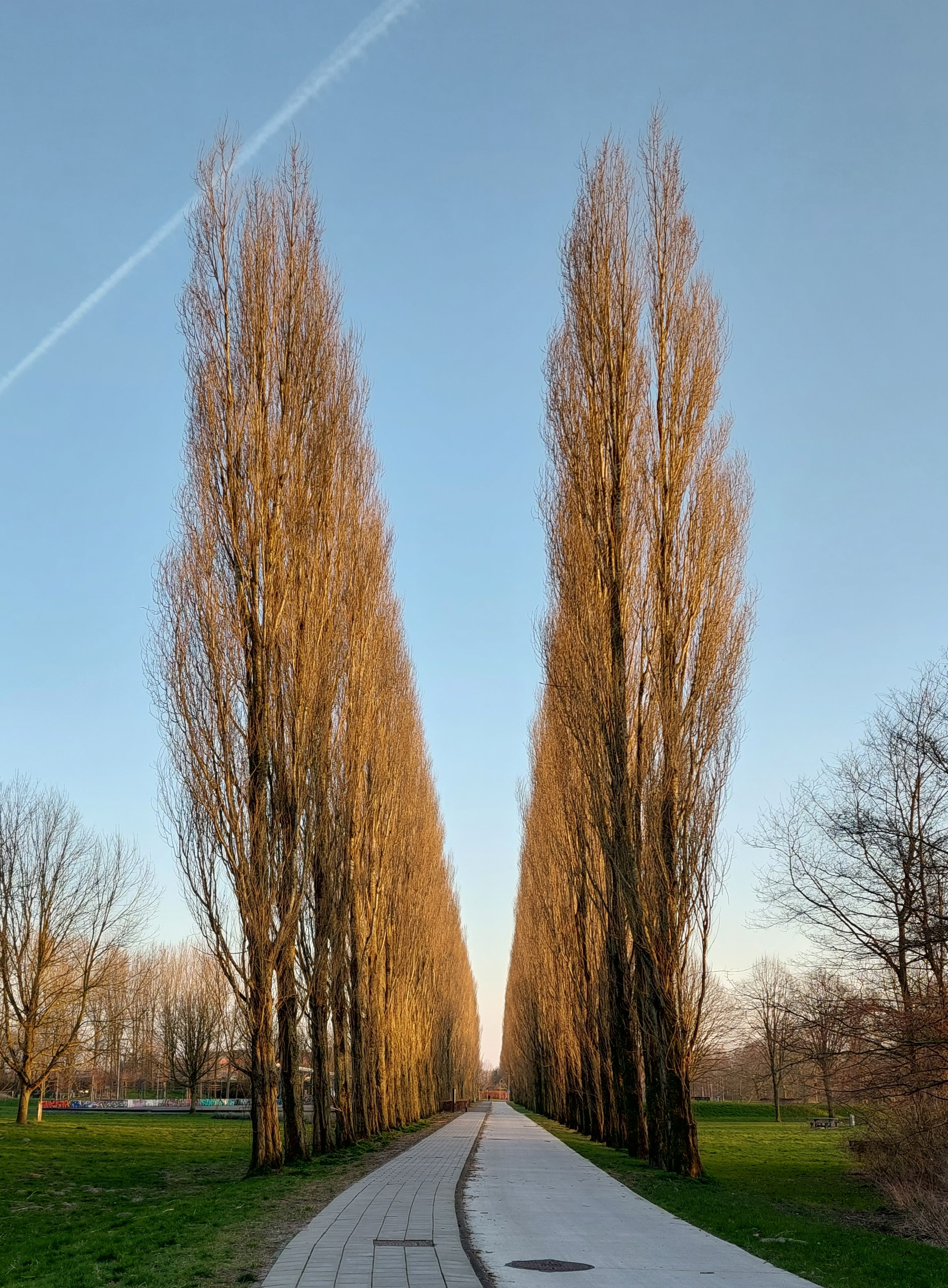
Laterna Magikapad

Beatrixpark ·
Beginbos ·
Bos der Onverzettelijken ·
Cascadepark ·
Den Uylpark ·
Ebenezer Howardpark ·
Hannie Schaftpark ·
Homeruspark ·
Stadslandgoed de Kemphaan ·
Kromslootpark ·
Lage Vaartoever ·
Laterna Magikapark ·
Leeghwaterplas ·
Lumièrepark ·
Meridiaanpark ·
Muzenpark ·
Noorderleede Oever ·
Oostelijke Groene Wig ·
Overgooische Zoom ·
Polderpark ·
Vroege Vogelbos ·
Westelijke Groene Wig